# بطولة العالم للاسكواش للرجال 2012
قالب:معلومات بطولة إسكواش
بطولة العالم للاسكواش للرجال 2012 هي النسخة الرجالية لبطولة العالم للاسكواش لعام 2012 والتي تعد بمثابة بطولة العالم الفردية للاعبي الاسكواش. أقيم هذا الحدث في الدوحة عاصمة قطر في الفترة من 7 إلى 14 ديسمبر 2012. فاز رامي عاشور بلقبه الثاني في بطولة العالم بفوزه على محمد الشوربجي في المباراة النهائية.

## الجوائز المالية ونقاط التصنيف
بالنسبة لعام 2012 بلغت قيمة الجوائز المالية 325 ألف دولار أمريكي. الجوائز المالية ونقاط التصنيف هي كما يلي:
| الحدث           | الفائز | الوصيف | النصف النهائي | الربع النهائي | الدور الثالث | الدور الثاني | الدور الأول |
| النقاط          | 2890   | 1900   | 1155          | 700           | 410          | 205          | 125         |
| الجوائز المالية | 48,000 | 30,000 | 18,000        | 10,500        | 6,000        | 3,000        | 1,500       |

## التصنيف
1. جيمس ويلستروب (النصف النهائي)
2. نيك ماثيو (النصف النهائي)
3. جريجوري غوتييه (الربع النهائي)
4. كريم درويش (الربع النهائي)
5. رامي عاشور (البطل)
6. بيتر باركر (الدور الثالث)
7. عمرو شبانة (الربع النهائي)
8. محمد الشوربجي (الوصبف)
9. لورينز يان أنجما (الدور الثاني)
10. عمر مسعد (الدور الثالث)
11. داريل سيلبي (الدور الثالث)
12. أليستر ووكر (الدور الثالث)
13. طارق مؤمن (الدور الثالث)
14. توم ريتشاردز (الدور الأول)
15. بورخا غولان (الربع النهائي)
16. كاميرون بيلي (الدور الثالث)